# Sprundel

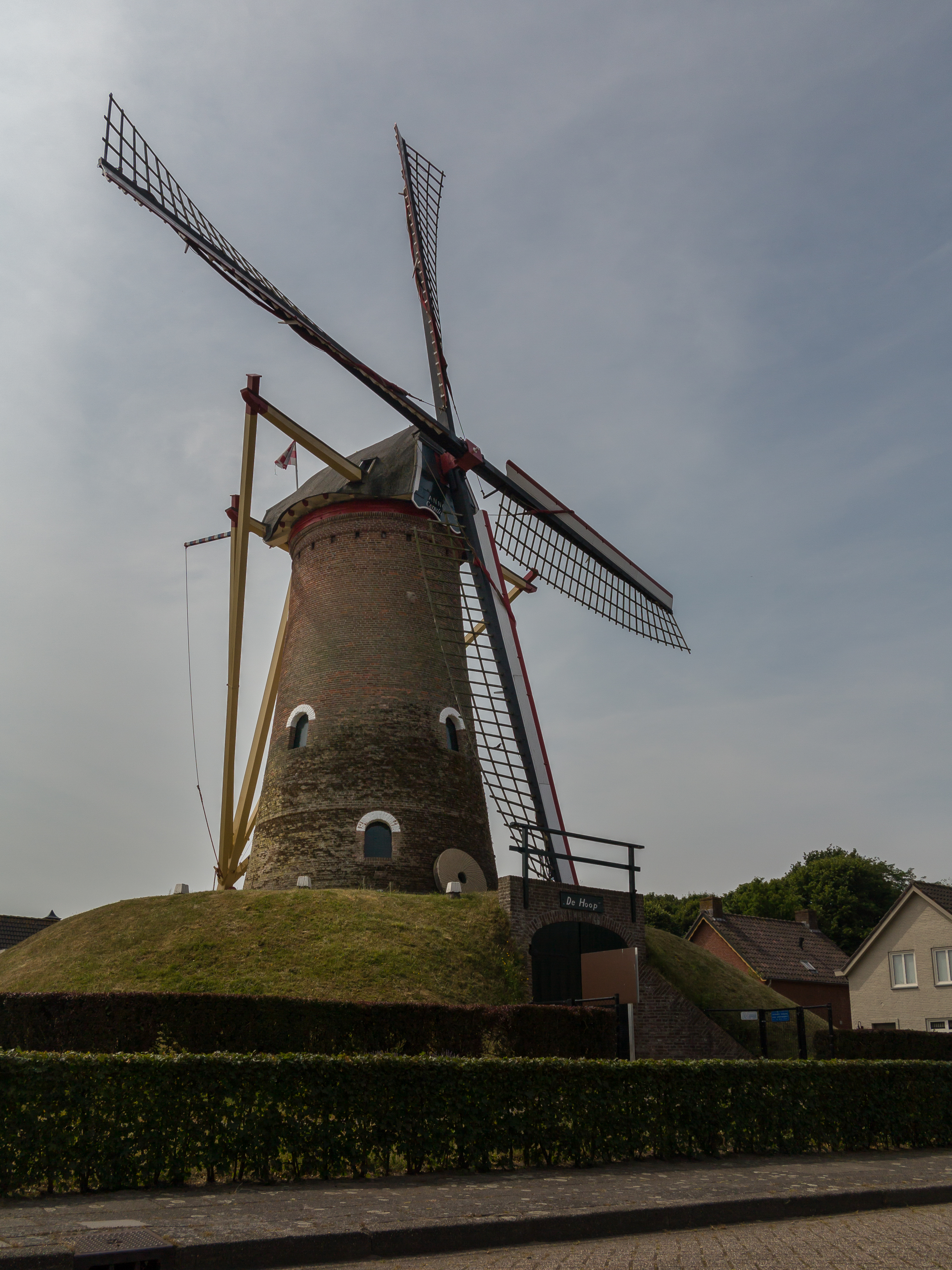
Sprundel, moulin : beltmolen de Hoop.

Sprundel est un village situé dans la commune néerlandaise de Rucphen, dans la province du Brabant-Septentrional. En 2007, le village compte 5 100 habitants.